# Asmussen-Woldsen-Denkmal

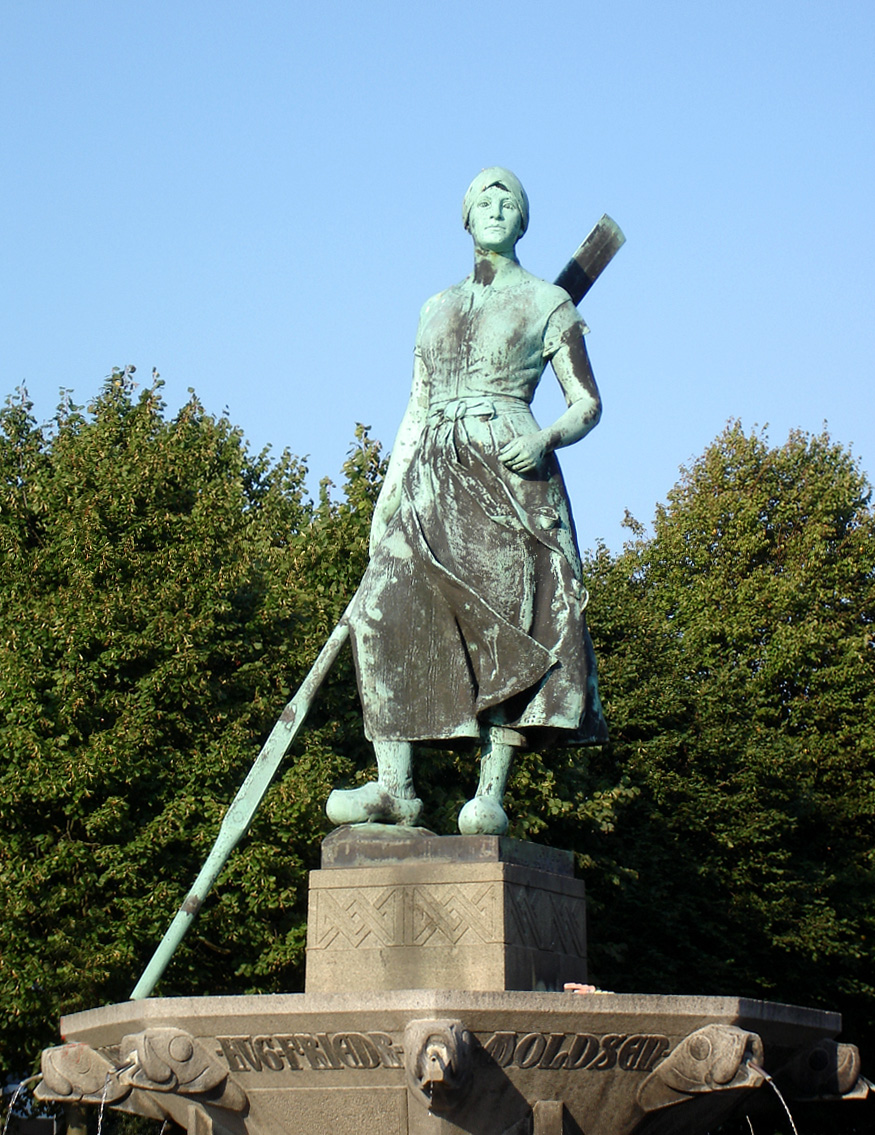
Brunnenfigur „Tine“ des Asmussen-Woldsen-Denkmals auf dem Husumer Marktplatz

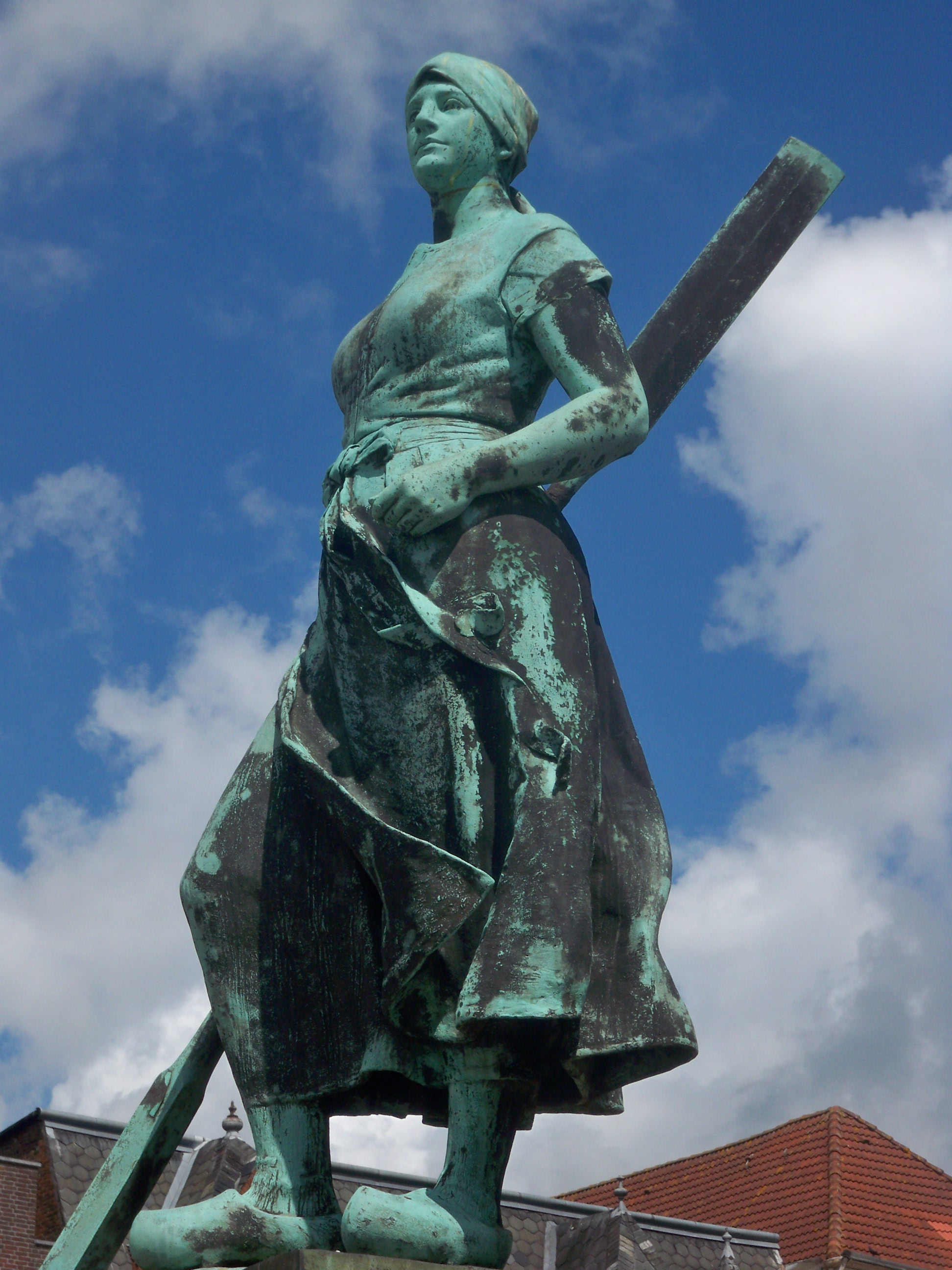
Seitliche Ansicht der „Tine“

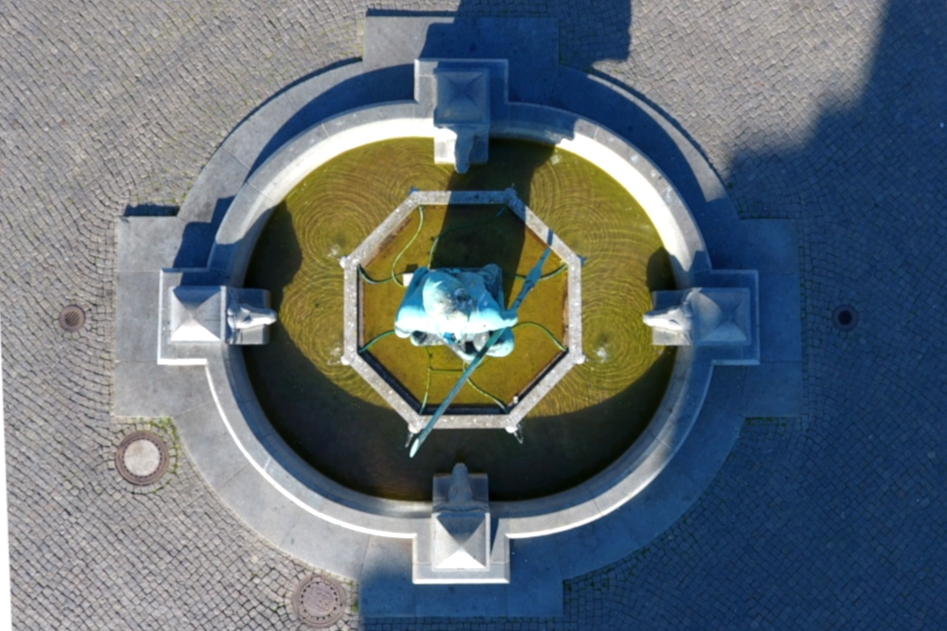
Tine-Brunnen auf dem Marktplatz in Husum als Draufsicht

Das Asmussen-Woldsen-Denkmal in Husum, auch Tine-Brunnen genannt, ist ein von Adolf Brütt gestalteter zentraler Marktbrunnen, der mit seiner Bronze-Statue, der „Tine“, als Wahrzeichen der Stadt gilt.

## Die Stifter
Im Jahre 1859 gründeten die vermögende Husumerin Anna Catharina Asmussen (1793–1868) und ihr Cousin, der Großkaufmann und Schiffsreeder August Friedrich Woldsen (1792–1866) – ein Großonkel Theodor Storms – die Stiftung „Asmussen-Woldsen-Vermächtnis für die Stadt Husum“. Nachdem das Kapital der Stiftung im Laufe etlicher Währungsumstellungen stark abgenommen hatte, gehören heute noch etliche Ländereien, der Rote Haubarg bei Simonsberg und der Asmussen-Woldsen-Kindergarten zum Stiftungsumfang.

## Der Bau

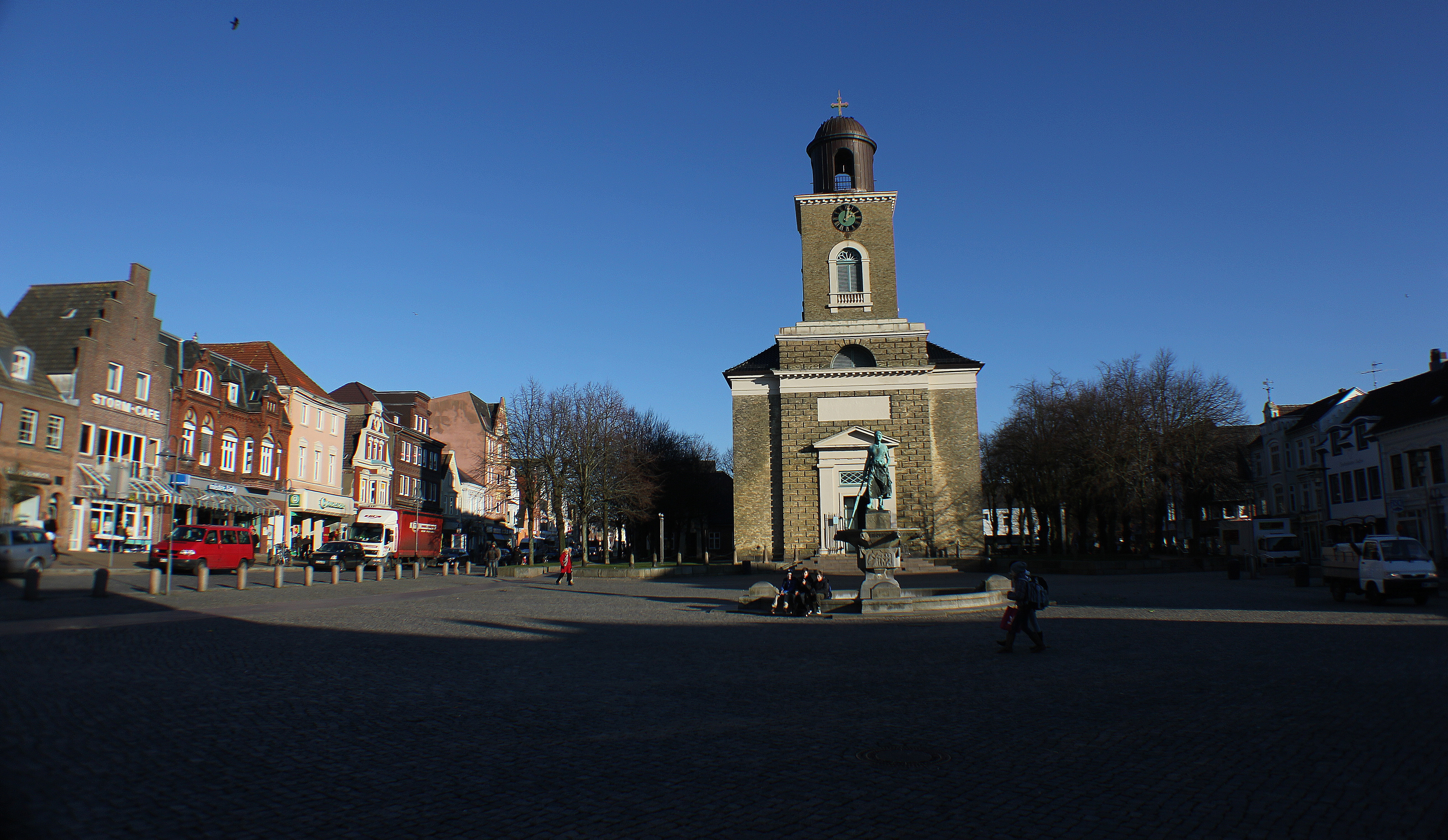
Die heutige Position des Tine-Brunnen auf dem Husumer Marktplatz mit der Marienkirche

Bereits 1898 gründete sich in Husum ein Komitee zur Errichtung des Asmussen-Woldsen-Denkmals, dem neben weiteren Honoratioren auch Bürgermeister Adolf Menge (1856–1917) angehörte. Während öffentliche und private Gelder in einem Denkmalfonds gesammelt wurden, blieb die Entscheidung über den Standort des geplanten Brunnens zunächst offen. In weitgehender Übereinstimmung einigten sich der Künstler in Berlin und die Husumer Auftraggeber während der Entstehung des Modells auf den Gesamtentwurf wie auf Details des Brunnens. Die junge Husumer Angestellte des Thoma’s Hotels, Dora Fuchs (1878–1966), stand Adolf Brütt Modell für die Tine-Statue. Mit drei Wochen Verspätung wurde das Asmussen-Woldsen-Denkmal im festlichen Rahmen unter großer Anteilnahme der Husumer Bevölkerung am 5. Oktober 1902 eingeweiht; es avancierte zu einem Wahrzeichen der Stadt. Bis zur Umgestaltung des Marktplatzes und der Umsetzung des Brunnens um drei Meter nach Westen im Jahre 1965 war die wohlproportionierte und harmonische Jugendstil-Anlage von zwei schmiedeeisernen Kandelabern flankiert.

## Gestalt
In der Mitte des acht Meter großen Brunnenbeckens erhebt sich ein aus Granitquadern gestalteter Sockel, der sich nach oben hin zu einer achteckigen Platte erweitert. Ihre acht Seiten enthalten eine Umschrift in mittelalterlicher Unzialschrift. Aus den acht Eckpunkten ragen acht Fischköpfe mit Mäulern als Wasserspender hervor. Der Vierkantsockel enthält an jeder Seite ein Relief: je gegenüberliegend die Wappen von Schleswig-Holstein und der Stadt Husum sowie ein Kindergartenmotiv und ein Haubarg. Das ovale Brunnenbecken wird von einer 70 cm hohen Graniteinfassung umgrenzt. Vier nach innen gelegene Ochsenköpfe „saugen“ das einfließende Wasser dabei wieder auf, so dass der Pegel des Brunnenspiegels eine Höhe von 30 cm nicht übersteigt. Auf der Sockelplatte erhebt sich das Postament für die Brunnenfigur, geschmückt mit einer Ornamentik im Stil wikingischer Flechtmotive. Die in Bronze gegossene Figur selbst stellt eine junge Fischerfrau in holländischen Holzpantinen dar. In der Rechten hält sie ein Ruder. Der offene Blick und die aufrechte Haltung sind Richtung Nordsee, somit gegen den Westwind gerichtet. Die allegorische Gestalt der Anlage deutet auf die Haupterwerbszweige der Stadt Husum hin: Seefahrt, Fischerei und Viehhandel. Die zwischen den Fischmäulern etwas verborgen liegende und schwer zu entziffernde Umschrift im Fries enthält die Widmung des Brunnendenkmals für die Stifter: Catharina – Asmussen – August Friedr. – Woldsen – aus Dank errichtet – Husum – A. D. 1902.

## Sonstiges
Kurz vor Fertigstellung der Bronzefigur wünschte das Denkmalskomitee, die Tine nicht in Holzpantinen abgebildet, sondern in Schuhen dargestellt zu sehen. Mit dem offensichtlichen Vorwand, man nehme Anstoß an den Holzschuhen, da diese regional untypisch seien und „einen ärmlichen Eindruck“ machten, d. h. „die Armut“ personifizierten, versuchte Bürgermeister Menge eine Änderung am Entwurf zu bewirken. Die Holzschuhe passten offenbar nicht in sein auf stolze Repräsentation eingestelltes Denkmalskonzept. Adolf Brütt erwiderte, „daß man niemals in einem hübschen, jungen und gesunden Weib, es mag anhaben was es will, und wenn es Lumpen sind, die Armut erblickt, sondern den besten Reichtum, der auf der Welt zu haben ist.“ So trägt die „Tine“ bis heute Pantinen.
Nach einer landläufigen Vorstellung hat das Asmussen-Woldsen-Denkmal seinen volkstümlichen Namen „Tine-Brunnen“ von der Darstellung der Stifterin Anna Catharina (Kosename „Tine“ für „Catharina“) Asmussen in der Standfigur des Fischermädchens, was jedoch unzutreffend ist.